# 湊谷安玲久司朱
湊谷 安玲久司朱（みなとや あれくしす、1988年8月31日 - ）は、青森県出身の元バスケットボール選手である。

## 来歴・人物
ベルギー人の父を持つハーフ。
青森南中在学中に青森県選抜としてジュニアオールスターに出場し準優勝、大会ベスト5に選出される。この後「もっとうまくなりたい」と決心して津軽中に転校し、全中に出場。大阪の藤田中に敗れ準優勝となる。
高校は京都の洛南高校に進学。1年時より試合に出場し、2年よりスタメン入り。3年ではエースとしてチームを牽引。インターハイは準優勝となるが、最後の大会であるウィンターカップで優勝。決勝では40得点し、ウィンターカップ男子決勝の個人最多得点タイ記録となった。大会ベスト5に選出。
その後、青山学院大学を経て、三菱電機に加入。
2015年7月、サイバーダインつくばロボッツへ移籍。2016年、横浜ビー・コルセアーズに移籍。
2017-18シーズンから横浜ビー・コルセアーズのキャプテンに就任し、名実ともにチームの顔としての活躍を期待されていたが、シーズン開幕直後の2017年10月9日レバンガ北海道戦の試合中に負傷。右足アキレス腱を断裂しており、全治6ヶ月の診断であった。2017-18シーズンはコーチとしてチームに帯同しながらリハビリを続け、2018年04月28日におよそ7ヶ月ぶりに選手として試合に復帰した。
2018-19シーズンは、チームメイトの細谷将司と共にダブルキャプテンとして新シーズンに臨んだが、シーズン開幕直後の2018年10月7日富山グラウジーズ戦の試合中に、再度右足を負傷。右ハムストリングス肉離れにより戦列を離れることになったが、17日ホーム富山戦でチームに復帰した。しかしその後はシーズンを通して、短い出場時間しか得る事ができないままシーズンを終了した。
2019年5月横浜ビー・コルセアーズからの退団が発表された。
2019年9月、現役引退を発表。引退後は家業の『西京漬け湊屋』で働く
2020年9月、3x3のBEEFMAN.EXEにて競技復帰を発表。

## 人物

### バスケットボールプレイヤーとしての特徴
- ルーキーとして入団した三菱電機ダイヤモンドドルフィンズ事務局の梅村佳範は、｢良い意味で“ずる賢い”。フロアバランスを見て、シュートだったりパスだったり。その判断をくだすセンスの良さが光っています。普通の若手とはちょっと違うなって思います｣と評している[8]。
- 湊谷は2019年の自身のプレイについて以下のように述べている。｢メンタルコントロールには自信あります。集中して、ボールを持ったら打つ。いかに高い確率でシュートを決められるか、それしか考えていません。自分の仕事は点をとることだけです。｣[9]

### その他
- 兄弟は妹二人で、妹の一人はモデルをしている[10]。
- 実家は青森県で西京漬け専門店を営んでいる[11]。

- 横浜ビー・コルセアーズ時代の選手紹介

2016-17 ｢甘く危険な香りを纏う　海賊見参アレクシス｣
2017-18 ｢秘めた闘志が甘い香りと匂い立つとき　世界ひれ伏す　Ｎｏ．５　海賊キャプテンアレク ｣
2018-19 ｢地獄見てきた凄み加えた　甘く危険な香り漂う　No.5 湊谷アレクシス｣

## ギャラリー

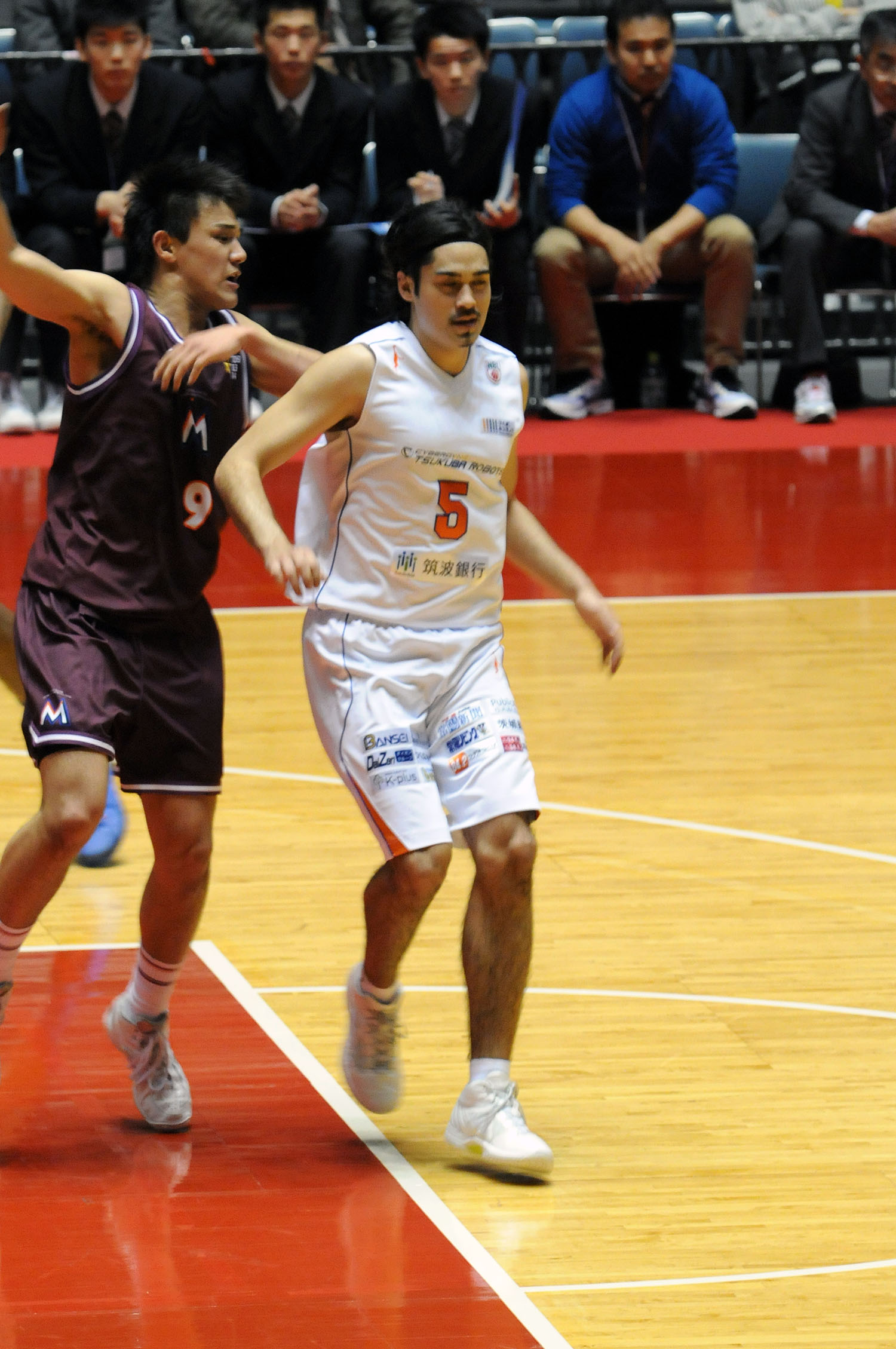
サイバーダインつくばロボッツ、湊谷安玲久司朱選手。代々木第一体育館
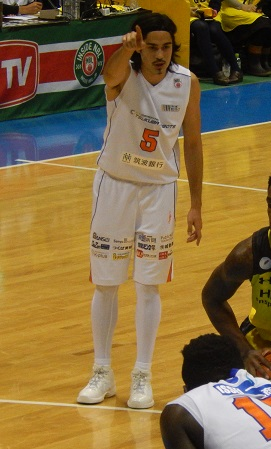
サイバーダインつくばロボッツ、湊谷安玲久司朱選手。代々木第一体育館